# پییر راموند
 پییر راموند (انگلیسی: Pierre Ramond؛ زاده ۳۱ ژانویهٔ ۱۹۴۳) یک دانشمند در زمینه اهل ایالات متحده آمریکا است.